# Hallands norra domsaga
Hallands norra domsaga (även Hallands läns norra domsaga) var en domsaga i Hallands län, bildad 1683. Domsagan upplöstes 1 januari 1971 då verksamheten överfördes Hallands norra tingsrätt och dess domkrets.

## Tingslag
Under Hallands norra domsaga lydde först två tingslag. Den 1 januari 1948 (enligt beslut den 10 juli 1947) slogs dessa ihop för att bilda Hallands norra domsagas tingslag.

### Från 1683
- Viske tingslag
- Fjäre tingslag

### Från 1948
- Hallands norra domsagas tingslag

## Häradshövdingar
- 1956-1970: Tage Frigell